# Ireno Tibúrcio Cavalcanti
Ireno Tibúrcio Cavalcanti (Limoeiro, 3 de abril de 1929 — Recife, 7 de maio de 2011) foi um político brasileiro. Ficou conhecido por ser um dos fundadores do Movimento Democrático Brasileiro (MDB) em Pernambuco e por ajudar várias comunidades na zona norte da cidade, como a Bomba do Hemetério.
No Recife, Ireno foi da turma dos Vereadores do Asfalto, como eram conhecidos os políticos os quais não se mudavam das suas comunidades depois de eleitos.

## Biografia
Nascido em Limoeiro, Ireno mudou-se para a capital do estado, Recife, em 1950 e ajudou a formar a comunidade da Bomba do Hemetério, onde morou por mais de sessenta anos, até a sua morte, apenas se mudando para uma casa em frente àquela a qual morava. Lá, além de vereador, também trabalhou com o comércio. Morreu vítima de um Acidente Vascular Cerebral e de complicações da Doença de Parkinson, em 2011.

### Política
Em 1966, no período da Ditadura Brasileira, Ireno ajudou a formar o Movimento Democrático Brasileiro em Pernambuco, junto com Pinto Ferreira, primeiro presidente do partido na localidade, e outros candidatos. Nas eleições de 1968, com votação expressiva, Ireno foi eleito vereador da cidade do
Recife, mas, por suspeita de fraudes no pleito, terminou assumindo o seu cargo somente em 1970, após recontagem de votos. Em 1972, foi reeleito com boa votação.
No meio político, representou e buscou ajudar especialmente as comunidades da Zona Norte do Recife, em especial a Bomba do Hemetério, onde fundou o Clube dos Jovens, o Centro de Assistência Social Antônio Tibúrcio Cavalcanti (hoje transformado em escola pública) e pleiteou melhorias, bem-sucedidas, nas áreas de saneamento básico, energia e asfaltamento da região. Além disso, patrocinou o carnaval local, foi servidor da Câmara de Vereadores do Recife e diretor do Serviço Social contra o Mucambo.

## Títulos
- Diploma de honra ao mérito da Câmara de Vereadores do Recife, 1974[5]